# Електрическа машина
Електрическата машина представлява обратим преобразувател на енергията на електромагнитното поле в енергия на движението. Обратимостта се изразява в това, че всяка електрическа машина, независимо колко е специализирана, може да работи или като двигател, когато преобразува поток от електромагнитна енергия в кинетична енергия на макроскопично тяло (ротор при въртящите се машини), или като генератор, когато преобразува кинетичната енергия на макроскопично тяло в електромагнитна енергия. Когато една електрическа машина се самовъзбужда нейното роторно поле се създава от енергията получавана в статора. Получава се затворена система, в която роторът се явява консуматор. В резултат на това възниква спирачен момент.

## Класификация
Електрическите машини могат да бъдат разглеждани в два основни класа според конкретния способ на обратимо електромагнитно-двигателно преобразуване:
1. Машини, в които силата, необходима за създаване на движение (в двигателен режим) се получава в резултат на привличането и отблъскването на заряди по закона на Кулон и обратно, в генераторен режим движението на заредено тяло индуцира променливи заряди (респ. променливо напрежение и променлив ток). Машини от този тип все още имат твърде ограничено и предимно теоретично значение. На практика почти не се използват;
2. Машини, в които силата, необходима за задвижване на работното тяло, представлява Лоренцовата сила.

Също така, електрическите машини могат да се разгледат в два основни класа според характера на движението на работното тяло:
1. Машини с циклично финитно движение на работното тяло (движението е по затворена крива, най-често окръжност – това са въртящите се електрически машини), и
2. Машини с линейно финитно движение на работното тяло (движението е по крива, която не е затворена, и може да става в двете посоки по нея). Такива са линейните електрически машини, най-известни с приложението си при високоскоростните влакове.

Машините, чиято работа е основана на Лоренцовата сила, са най-разпространените и масово внедрени в бита и в промишлеността електрически машини. Те от своя страна могат да бъдат разделени в следните основни таксономични групи:
1. Колекторни електрически машини за постоянен ток (такива са едни от най-първите в исторически план електрически машини, между които еднополюсната, униполярна или хомополярна машина на Фарадей (чийто колектор се състои от няколко пръстена) и първите колекторни машини на Едисон (с колектори от вертикални сектори - наричани още „комутатори“). Въпреки че тези машини се захранват от източник на постоянни ток и напрежение, в роторите им по време на работа протичат променливи токове;
2. Колекторни електрически машини за променлив ток – такива са машините с последователно възбуждане, машините на Шраге-Рихтер (с електромеханично регулируема честота) и други;
3. Безколекторни машини за постоянен ток
4. Безколекторни машини за полифазен променлив ток, най-известните от които са синхронните машини и асинхронните машини с въртящо се или бягащо магнитно поле. Като специална група могат да бъдат обособени т. нар.
5. МагнитноХидроДинамичните (МХД) машини, чието работно тяло представлява електропроводящ флуид - например плазма или солена вода. Тези машини намират приложение като двигатели на големи подводници поради своята ефективност и безшумност. Проводящото работно тяло е солената морска вода.